# Говтвань Опанас
Опанас Говтвань (р.н. невідомий) — український кобзар.

## Життєпис
Кобзар з хут. Голого, Зіньківського повіту, Полтавщина.
В кобзарському репертуарі його були основно псальми та пісень й тільки одна дума — Вдова й три сини, яку в 1909 р. записав від нього фонографом Опанас Сластіон і розшифрував Філарет Колесса. У Колесси цей кобзар числиться лірником, і не Опанасом, а Семеном.
В 1909 р. О. Сластіон написав з даного кобзаря портрет і на портреті зазнав його ім'я, як Оп. Говтван, а намалювана при ньому бандура не говорить за те, щоб був він лірником.
Дата смерті невідома.